# Lacul Wolfgang
Lacul Wolfgang (germană Wolfgangsee) este situat în regiunea Salzkammergut, Austria Superioară.

## Date geografice
Lacul se întinde pe o suprafață de 13 km². El se află amplasat la altitudinea de 538 m deasupra n.m. și atinge o adâncime de 114 m. Lacul Wolfgang este împărțit la mijloc de o limbă de pământ care pornește de pe malul stâng, la nivelul peninsulei lacul are o lățime de 200 m. Pe malul lacului se află localitățile Strobl, St. Gilgen, Abersee, Ried și St. Wolfgang.
Lacul a fost numit în trecut "Abersee", denumire derivată de la "Abriani lacus", azi numele este foarte rar folosit de localnici.  

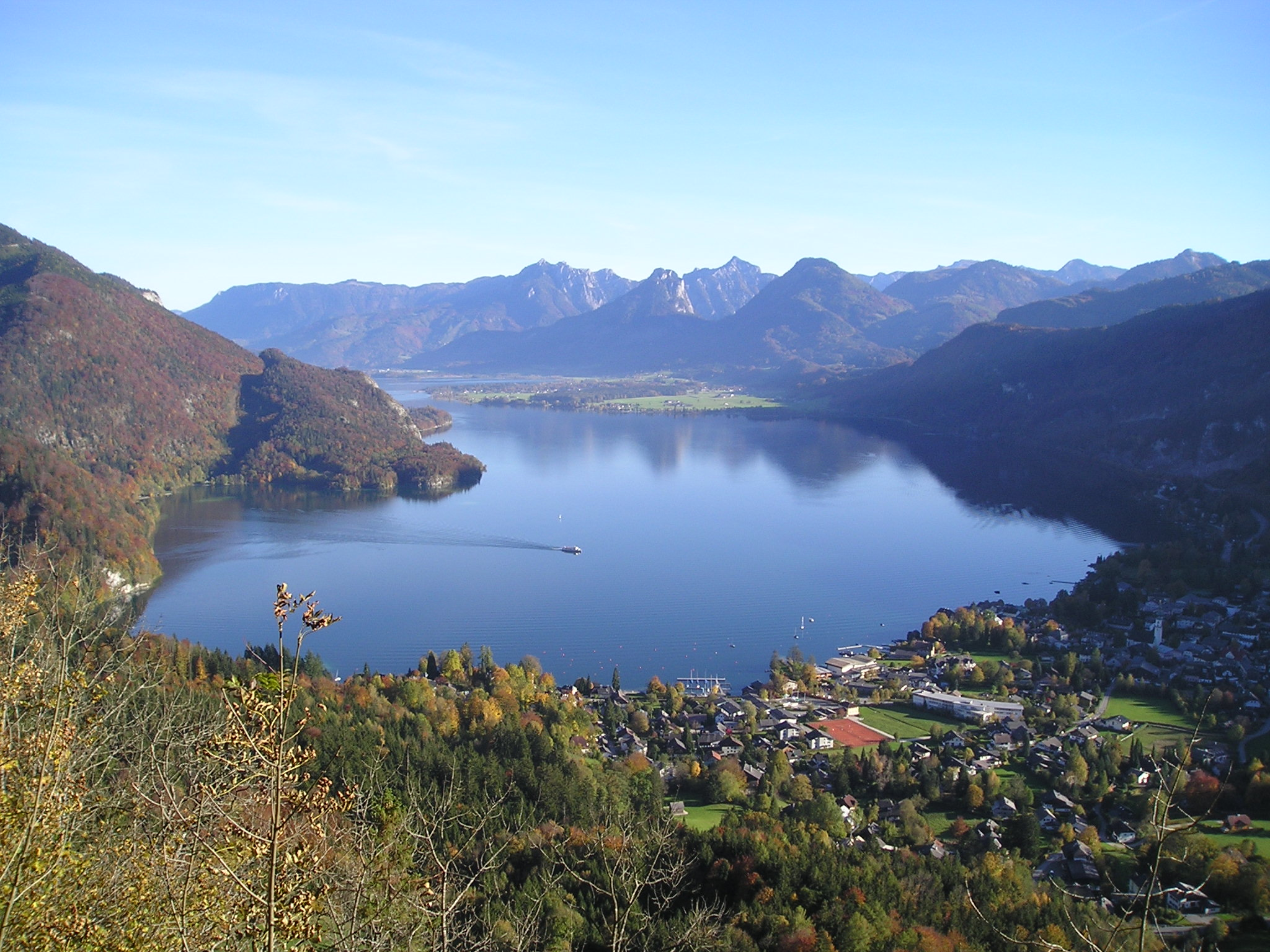
Lacul Wolfgang